# Bejeweled 3
Bejeweled 3 est un jeu vidéo de puzzle développé et édité par PopCap Games, sorti en 2010 sur Windows, Mac, PlayStation 3, Xbox 360, Nintendo DS, J2ME, iOS, Android et Windows Phone.

## Accueil
- PC Gamer : 84 % (PC)[1]